# 名古屋市立比良小学校
名古屋市立比良小学校（なごやしりつ ひらしょうがっこう）は、愛知県名古屋市西区比良二丁目にある公立の小学校である。校章は比良城に居住した佐々氏の家紋である「四つ目結」をモチーフとしている。

## 沿革
- 1968年（昭和43年）4月1日 - 西区山田町大字比良字駒ノ口1201番地において、名古屋市立山田小学校比良分校として設立[1]。
- 1969年（昭和44年）4月1日 - 名古屋市立比良小学校として、分離独立する[1]。
- 1977年（昭和52年）4月1日 - 名古屋市立比良西小学校を分離[1]。